# Metro Inc.
Metro Inc. — канадская компания в сфере розничной торговли. Управляет сетями супермаркетов и аптек, базируется в Монреале (провинция Квебек).

## История
Компания была основана в 1947 году под названием Magasins la Salle Stores. В 1976 году компания объединилась с Épiceries Richelieu Limitée, образовав Métro-Richelieu Group. Слияние в 1982 году с United Grocers привело к смене названия на United Grocers Métro-Richelieu Group, третьей крупнейшей торговой сети в провинции Квебек с оборотом около 1 млрд долларов. До середины 1980-х годов основным направлением деятельности Métro-Richelieu была оптовая торговля бакалейными товарами, но в 1987 году компания сменила профиль, купив сети ресторанов, магазинов спортивных товаров, аптек и супермаркетов. В целом эта программа диверсификации оказалась провальной, из 7 приобретений 4 были проданы менее чем через 5 лет, 1989 и 1990 года компания завершала с убытком более 25 млн долларов.
После смены руководства в 1990 году компания решила сосредоточиться на сетях супермаркетов, дискаунтеров и аптек. В 1992 году были куплены 42 супермаркета обанкротившейся сети Steinberg’s. За пределы Квебека компания вышла в 1999 году, купив 51 супермаркет под брендом Loeb в Оттаве и провинции Онтарио. В 2000 году компания сменила название на Métro Inc. В 2005 году за 1,7 млрд долларов была куплена канадская часть сети супермаркетов американской The Great Atlantic and Pacific Tea Company (132 супермаркета и 102 дискаунтера).
В 2011 году был куплен контрольный пакет акций сети супермаркетов Marché Adonis; эта сеть была основана в 1978 году, работает в Квебеке и Онтарио, специализируется на продуктах для средиземноморской кухни. В мае 2018 года за 4,5 млрд канадских долларов была куплена сеть аптек Jean Coutu Group.

## Деятельность
По состоянию на 2022 год у компании было 950 продуктовых магазинов (Metro, Metro Plus, Super C и Food Basics), а также 650 аптек под брендами Jean Coutu, Brunet, Metro Pharmacy и Food Basics Pharmacy. Под вывеской Metro в Квебеке работают 328 супермаркетов (из них 119 Metro Plus). Название Super C используют 99 дискаунтеров также в Квебеке. В провинции Онтарио компания представлена 142 дискаунтерами под брендом Food Basics.
Metro заняла 1196-е место в списке крупнейших публичных компаний мира Forbes Global 2000 за 2023 год.

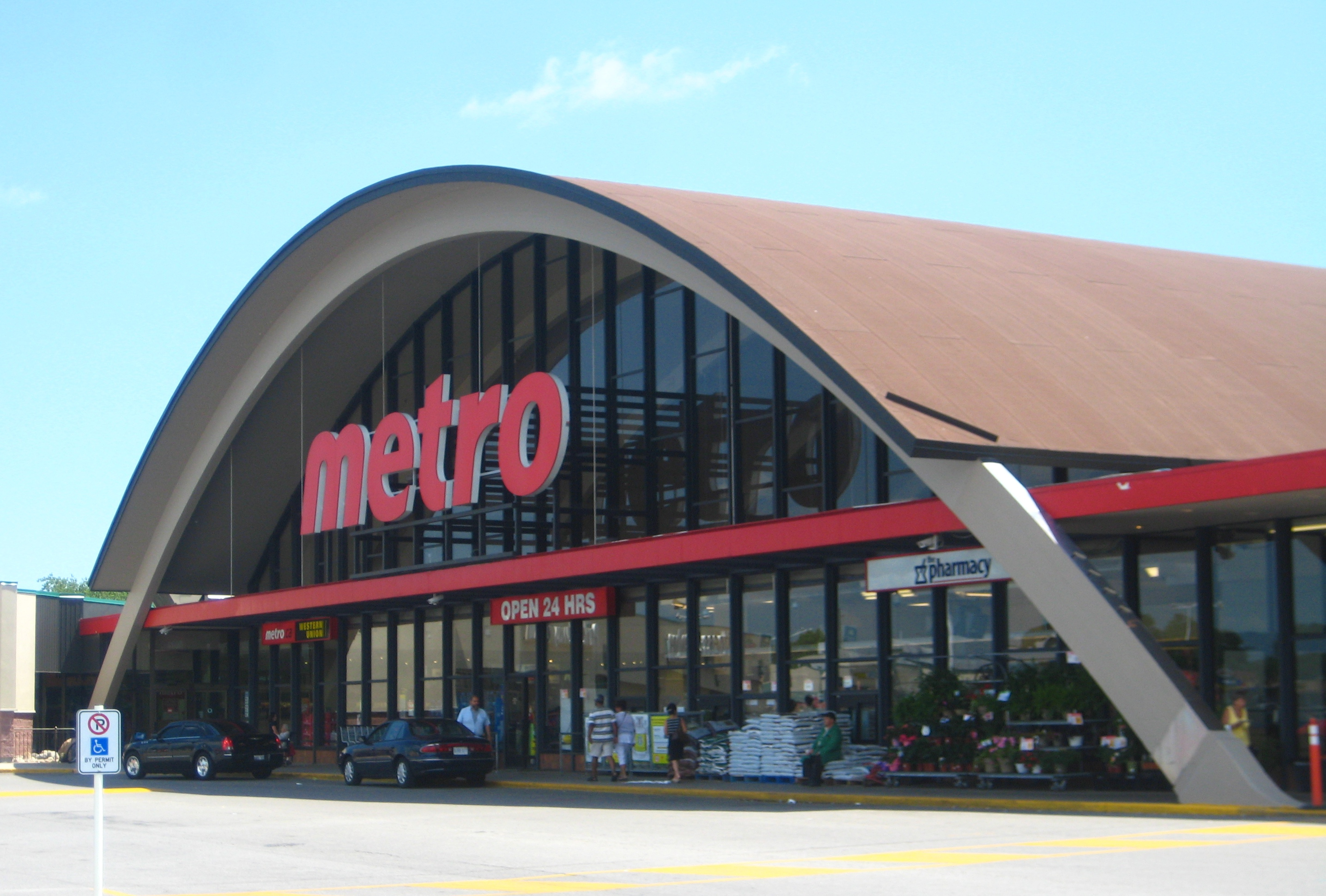
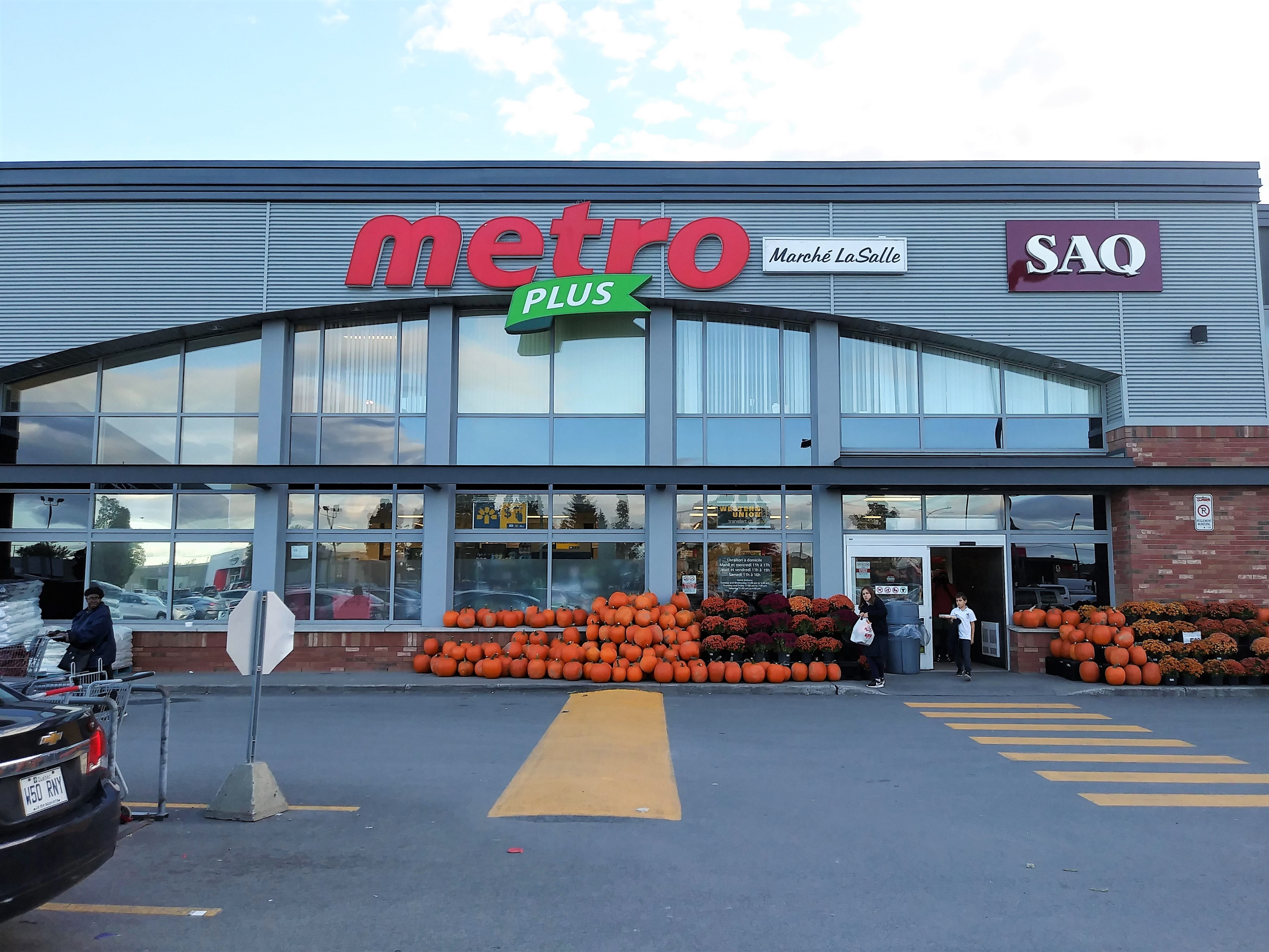
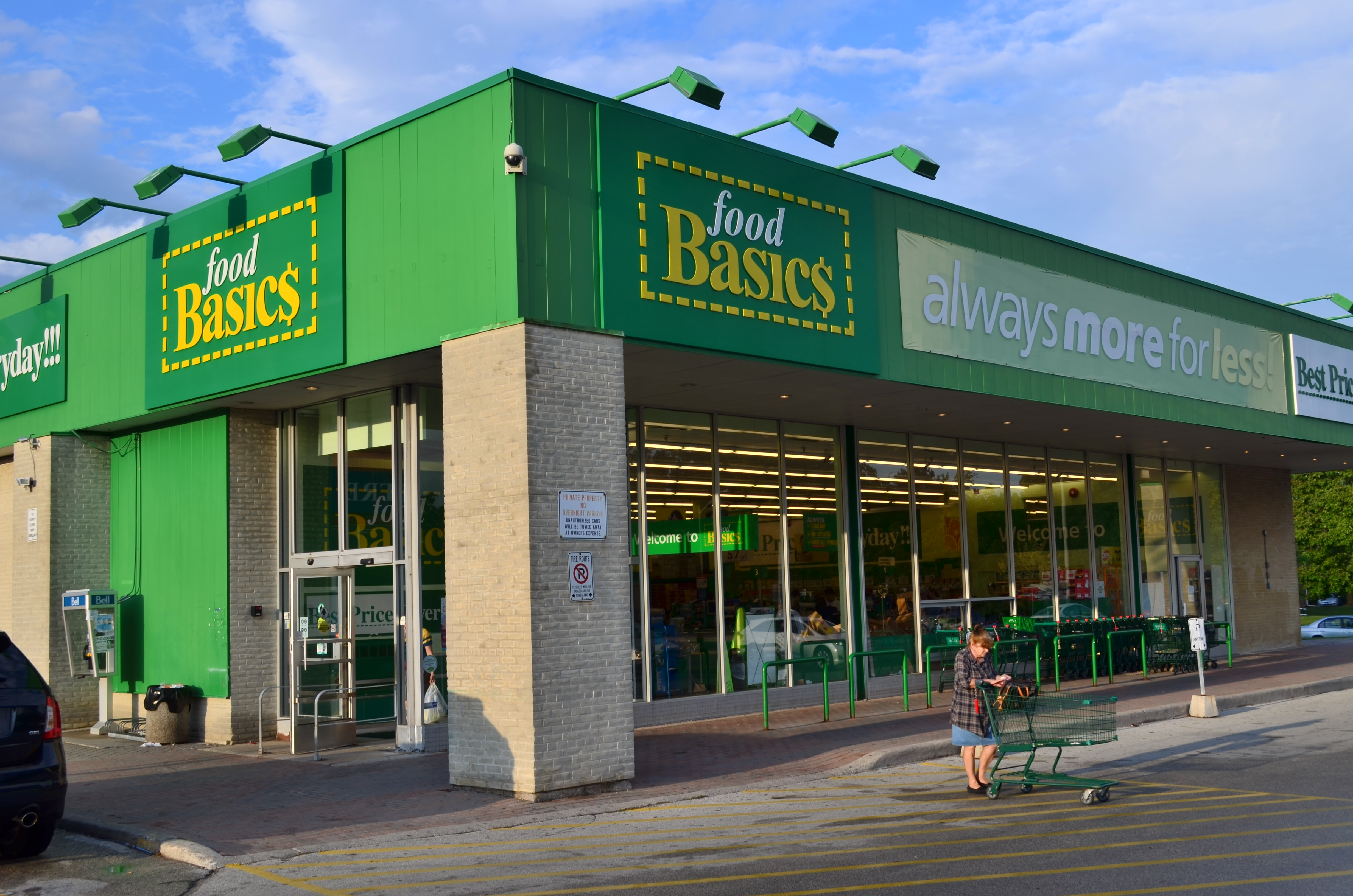
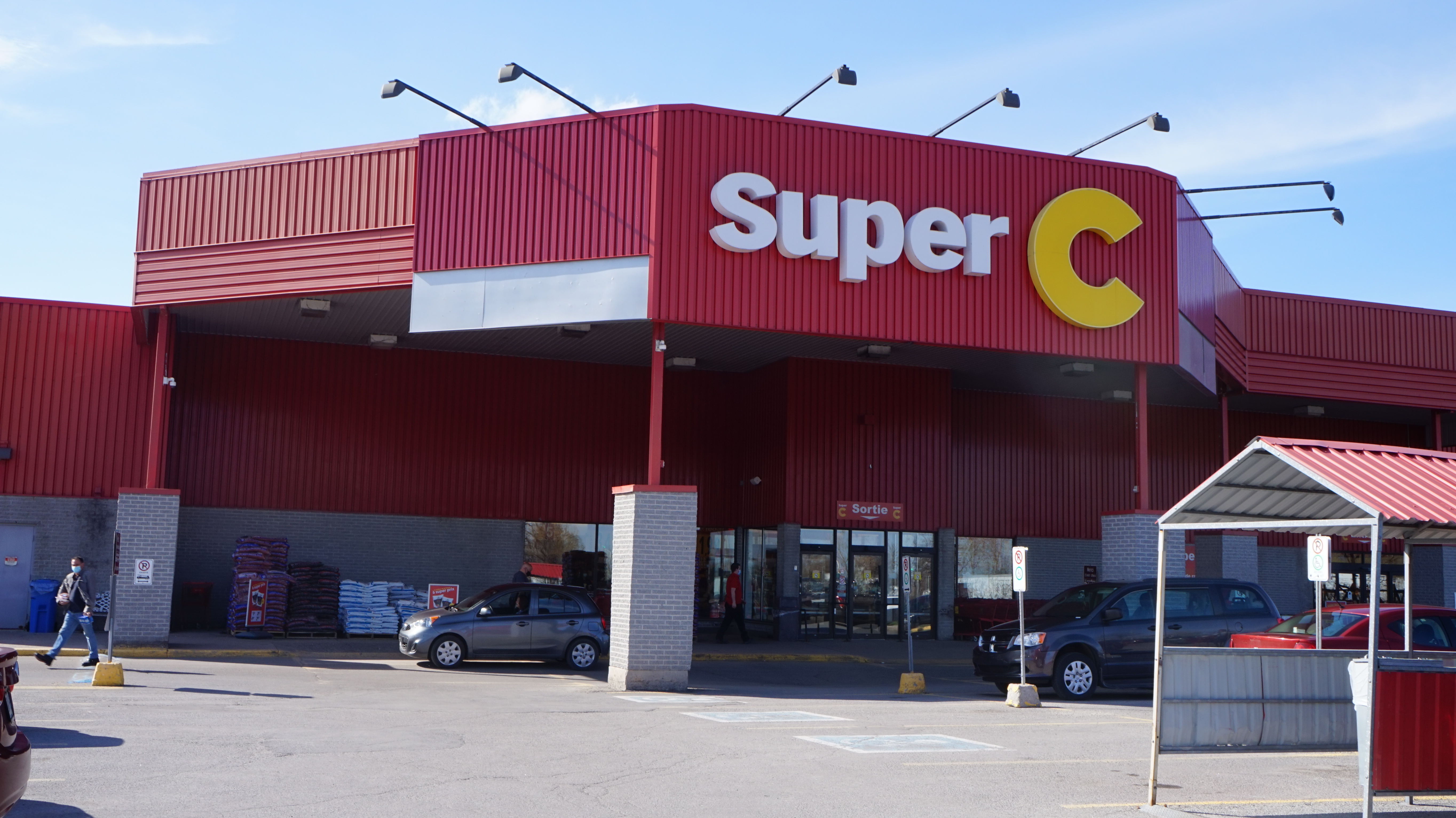